# Fontainella mediterranea
Fontainella mediterranea är en kräftdjursart som beskrevs av Mihai Bacescu och maradian 1978. Fontainella mediterranea ingår i släktet Fontainella och familjen Pseudocumatidae. Inga underarter finns listade i Catalogue of Life.